# Socorrotreurduif
De socorrotreurduif (Zenaida graysoni), ook wel socorroduif en graysonduif genoemd, is een duif die in het wild is uitgestorven. De vogel werd in 1871 door de Amerikaanse amateur-ornitholoog George Newbold Lawrence beschreven en vernoemd naar A.J. Grayson, die de vogel verzamelde.

## Kenmerken
Deze roodbruine duif kan ruim 30 cm lang worden en weegt gemiddeld 190 gram. De roodkleurige snavel is kort en slank met een donkere punt. Het mannetje is wat meer uitgesproken van kleur dan het vrouwtje. 

## Leefwijze
Zijn voedsel bestaat uit zaden, fruit en kleine insecten.

## Verspreiding en leefgebied
Op het eiland Socorro in de oostelijke Grote Oceaan kwam de Socorrotreurduif vooral voor in bosachtig gebied boven de 500 meter, waar hij endemisch was. Sinds 1972 komt deze vogel niet meer voor op het eiland.

## Herintroductie
Er zijn ongeveer 150 exemplaren in gevangenschap en er is een programma opgezet voor herintroductie van de soort. 
Omdat er oorspronkelijk geen (roof)zoogdieren op Socorro voorkomen, liet de duif zich gemakkelijk pakken door katten die naar het eiland waren gebracht. Ook voor mensen is hij niet echt bang.   